# Coryphantha kracikii
Coryphantha kracikii ist eine Pflanzenart in der Gattung Coryphantha aus der Familie der Kakteengewächse (Cactaceae). Das Artepitheton kracikii ehrt den tschechischen Kakteensammler Karel Kracik.

## Beschreibung
Coryphantha kracikii wächst einzeln. Die kugelförmigen bis kurz säulenförmigen Triebe erreichen bei Durchmessern von 9 Zentimetern Wuchshöhen von bis zu 17 Zentimeter. Die 12 bis 16 Millimeter langen, breit konisch-zylindrischen Warzen sind schief gestutzt. Die Axillen sind anfangs mit Wolle besetzt. Die fünf bis acht Mitteldornen sind anfangs schwarz mit einer helleren Spitze, werden dann bräunlich und vergrauen schließlich. Sie sind abstehend, leicht gekrümmt und bis zu 2,5 Zentimeter lang. Die 24 bis 26 hell- bis dunkel-hornfarbenen Randdornen sind derb nadelig und bis zu 1,5 Zentimeter lang. Die oberen zwölf bis 17 stehen etwas gebündelt, sind weiß mit einer dunkleren Spitze und bis zu 2,5 Zentimeter lang.
Die gelben Blüten besitzen einen roten Schlund und erreichen Durchmesser von 4 bis 8 Zentimeter. Die olivgrünen Früchte sind an ihrer Basis heller. Sie weisen Längen von bis zu 2,5 Zentimeter und Durchmesser von bis zu 1,5 Zentimeter auf.

## Verbreitung, Systematik und Gefährdung
Coryphantha kracikii ist im mexikanischen Bundesstaat Durango auf Kalkböden in Höhenlagen um 1400 Meter verbreitet.
Die Erstbeschreibung durch Josef Jakob Halda, J. Chalupa und Petr Kupčák wurde 2002 veröffentlicht.
In der Roten Liste gefährdeter Arten der IUCN wird die Art als „Data Deficient (DD)“, d. h. mit keinen ausreichenden Daten geführt.

## Nachweise